# Rudolf Ruscheweyh

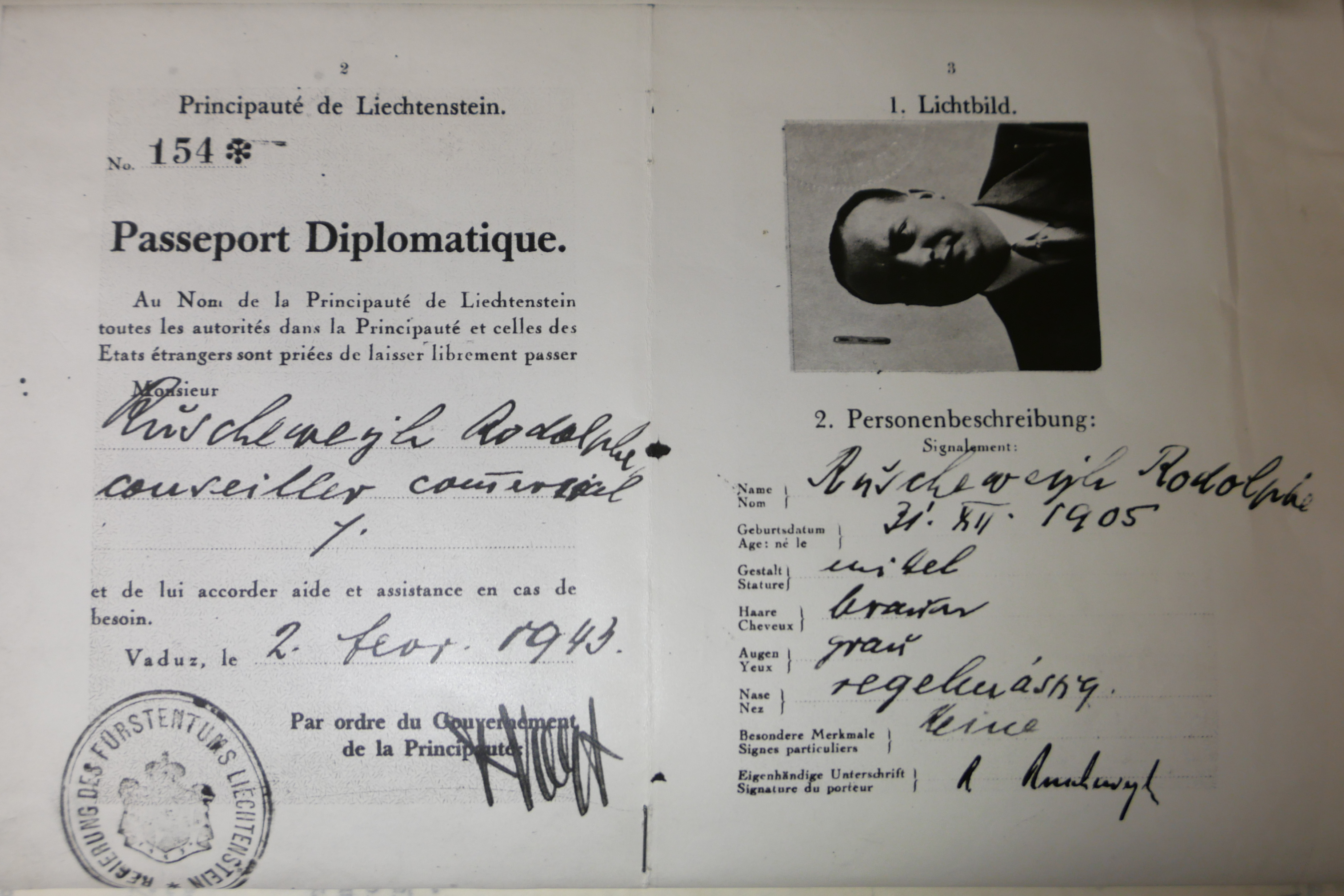
Diplomatenpass des Fürstentums Liechtenstein mit einem Lichtbild Ruscheweyhs, ausgestellt im Februar 1943 vom stellvertretenden Regierungschef Alois Vogt.

Rudolf Ruscheweyh (* 31. Dezember 1905 in Erfurt; † 15. Januar 1954 in Schaan, Liechtenstein) war ein deutsch-liechtensteinischer Waffenhändler, Geheimdienstmitarbeiter und Parteispender.

## Leben
Sein Vater, Paul Rusheweyh (1875–1915), war Erster Direktor der J.A. John AG und gehörte als Vorsitzender des Verbandes Thüringer Metallindustrieller 1914 dem Großen Ausschuss des Bundes der Industriellen an.
Rudolf hatte sich als preußischer Kadett ein schweres Gichtleiden zugezogen, das ihn dazu zwang, sein Leben lang an Stöcken zu gehen. Rudolf arbeitete nach seiner Ausbildung als kaufmännischer Angestellter bis 1933 in der väterlichen Maschinenfabrik, für die er ein europäisches Vertreternetz aufbaute. Er lebte im Ausland und galt nach der Einführung der Devisenzwangswirtschaft von 1931 als Devisenausländer.
Er befasste sich mit Patent- und Lizenzrecht, ließ sich in Amsterdam nieder und erwarb diverse Patente aus französischem Besitz, die er 1935–36 in den NV Handel Maatschappij Cellastic einbrachte.

## Aktivitäten als Waffenhändler

### Niederlande
Seit 1936 führte Ruscheweyh in den Niederlanden ein Unternehmen, welches beschusssichere Reifen herstellte, die Hollandsche Maatschappij voor Fabricatie en verkoop van Cellastic-Banden („niederländische Gesellschaft zur Herstellung und Vertrieb von Cellastic-Reifen“). Mit diesen wurde der DAF M39 Pantserwagen ausgerüstet. Das Unternehmen war mit der „Rhodius Koenigs Handelmaatschappij“ verbunden, was gleichzeitig eine Verbindung zum deutschen Geheimdienst bedeutet. 1940 überführte Ruscheweyh das Patent Cellastic, Niederlande als Patva nach Liechtenstein. Ruscheweyh war Vertrauter von Heinrich Himmler und Wilhelm Canaris. Von 1940 bis 1943 war Ruscheweyh von der „Abwehr“ als Wirtschaftsexperte mit Dienstort Paris eingesetzt.

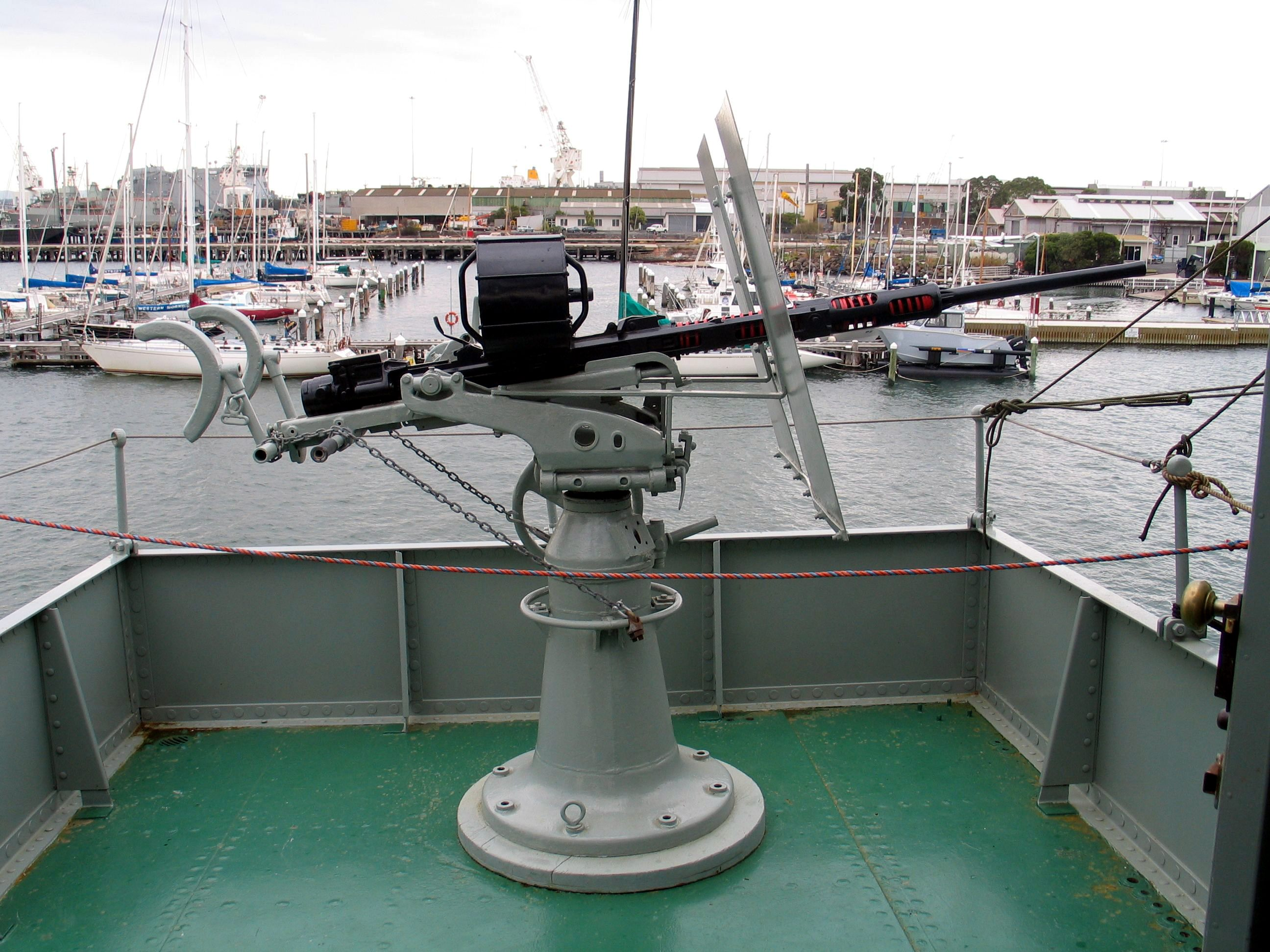
20 mm Oerlikon-Kanone

### Zürich
Als es für die Werkzeugmaschinenfabrik Oerlikon-Bührle (WO) im Sommer 1940 nicht möglich war, an Frankreich und Großbritannien zu liefern, wurde die Kanonenproduktion an Deutschland geliefert. Ruscheweyh war im Zweiten Weltkrieg Generalvertreter für das Deutsche Reich von WO. Die Geschäftstätigkeit der WO mit den Ländern der Achse – Deutschland, Italien und Rumänien – erreichte in den Jahren 1940 bis 1944 einen Gesamtumfang von 543,4 Millionen Schweizer Franken und umfasste die Lieferung von 7.013 Stück 20-mm-Kanonen, 14.758.489 Schuss Munition, 12.520 Ersatzrohren und 40.092 Magazinen. Als Entgelt erhielt Ruscheweyh Provisionen von über 10 Millionen Schweizer Franken. Emil Georg Bührle initiierte Mitte 1941 die Gründung der Press- und Stanzwerk AG Eschen, welche Hülsen für die 20-mm-Munition von Oerlikon herstellte.
1944 tauschte Ruscheweyh seinen deutschen gegen einen Liechtensteiner Diplomatenpass.

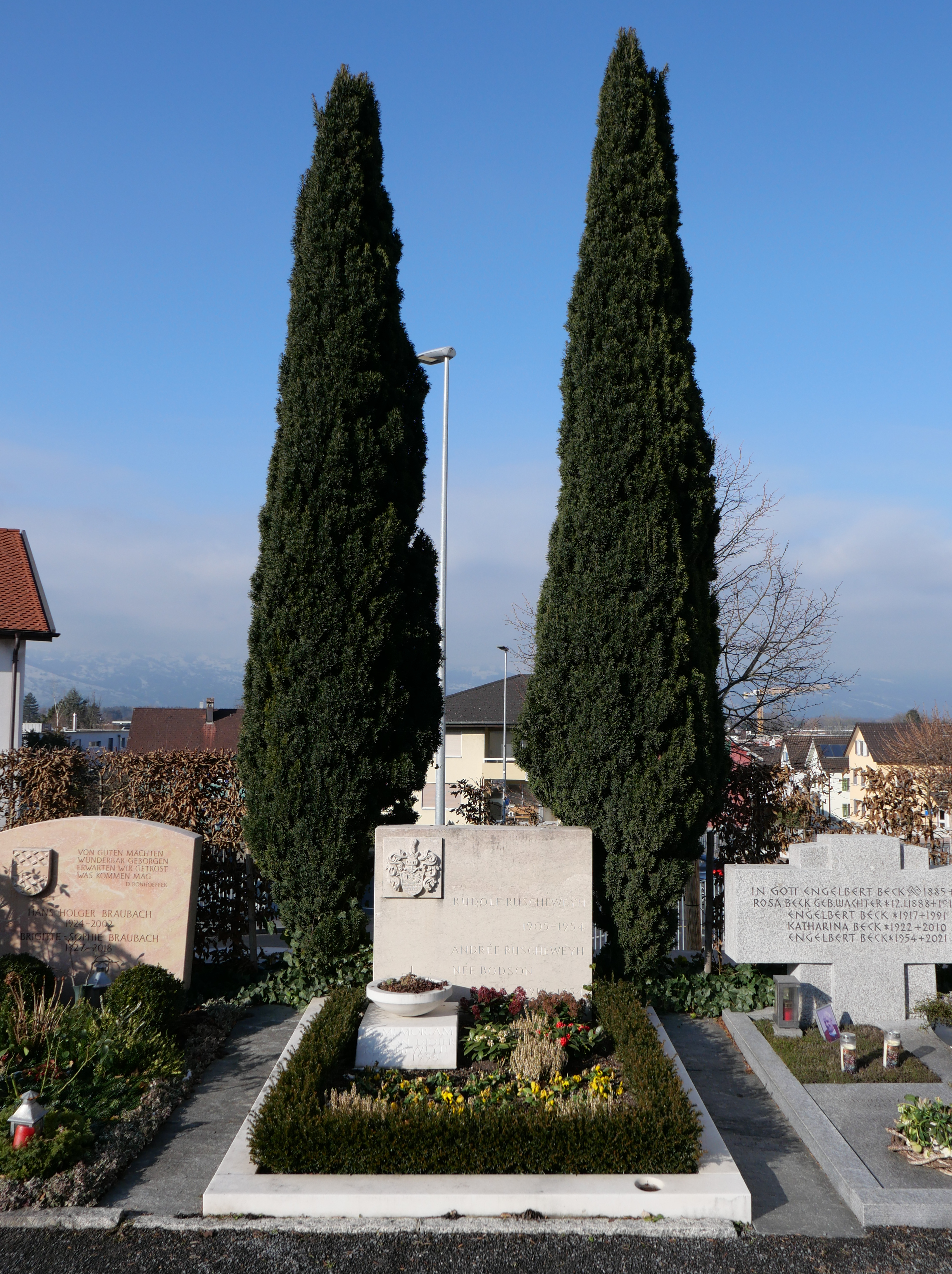
Das Grab von Ruscheweyh und seiner zweiten Frau Andrée Eliane „Simone“, geb. Bodson (1919–1954), mit einem Gedenkstein für ihren zweiten Sohn Gaston Didier (1945–1998) auf dem Friedhof von Schaan.

### Liechtenstein
Ruscheweyh verbrachte Gold und Devisen von Pierre Laval nach Liechtenstein. Laval war bis 20. August 1944 Ministerpräsident des Vichy-Regimes. Anschließend wurde er nach Sigmaringen gebracht, wo er mit Philippe Pétain gemeinsam das Schloss bewohnte, eine Exilmarionettenregierung mit Kabinettssitzungen und eigener Wache führte, bis er im Mai 1945 nach Spanien floh. Ruscheweyh versuchte Laval über die Schweizer Grenze zu bringen.
Ernst Kaltenbrunner beriet nach dem Attentat vom 20. Juli 1944 mit neu in das Amt VI des RSHA integrierten Offizieren der Abwehr, auf welchem Weg Kontakt mit den Westalliierten für einen Separatfrieden aufzunehmen sei. Als möglicher Vermittler wurde Fürst Franz Josef II. von einem SD-Major, Bernhard Schlütter, vorgeschlagen. Ruscheweyh nahm mit anderen Offizieren des Amtes VI Kontakt mit Franz Josef II. auf.
Ruscheweyh arrangierte, dass Franz Josef II. seine Wiener Kunstsammlung aus der deutschen Beschlagnahmung zurückerhielt. Dafür schützte dieser Ruscheweyh, der auf der alliierten Kriegsverbrecherliste stand, vor Bestrafung. Die Regierungen von Großbritannien und der USA forderten Ruscheweyhs Auslieferung. Rusheweyh war vor dem 8. Mai 1945 mit seiner Frau Andrée Eliane „Simone“, geb. Bodson (1919–1954), den beiden gemeinsamen Söhnen Claude-André und Gaston Didier (1945–1998) samt seinem Millionenvermögen nach Liechtenstein übersiedelt. Am 4. Mai 1948 erhielt er das Liechtensteiner Bürgerrecht.

## Octogon-Trust
Die Villa Ruscheweyh in Schaan, in der Steinegerta 26, ist von einer Umfassungsmauer umgeben, die ein Achteck bildet. Daraus leitet sich der Name des „Octogon-Trust“ her, der dort am 24. Januar 1952 gegründet wurde. Der „Octogon-Trust“, den Rudolf Ruscheweyh leitete, hatte sich im Handelsregister von Vaduz für Geschäfte aller Art eintragen lassen und war als Akquisiteur des Rüstungsunternehmens Hispano Suiza (Suisse) in Genf tätig. Zweck des Octogon-Trust war, im Zuge der deutschen Wiederaufrüstung die neu aufgestellte Bundeswehr mit Rüstungsgütern zu versorgen und zugleich aus den Provisionen die bundesdeutschen Parteien zu finanzieren, die die unpopuläre und von der Verfassung bis dahin verbotene Wiederaufrüstung durchsetzten. Der so geschaffene Reptilienfonds wurde Exponenten aus der deutschen Parteienlandschaft bekannt gemacht. Gottfried Treviranus übergab eine Liste von zehn Begünstigten des Octogon-Trusts, zwei Stunden vor einem Staatsbesuch von Harold Macmillan am 8. Oktober 1958, an Franz Josef Strauß. Er verhinderte nicht, dass Leyland Motors mit an der HS 30-Produktion verdiente. Treviranus sah sich in der Rolle des Laokoon, während Strauß existenzielle Gefahren für die Finanzierung seiner Partei sah.
Mit von der Oerlikon zur Octogon herübergewechselt war Hans Klein, besser bekannt als China-Klein.
Joachim (Achim) Oster war Gründungsmitglied der CSU und Duzfreund von Franz Josef Strauß. Von 1946 bis 1948 arbeitete er als Sekretär der CSU-Landesleitung und von 1948 bis 1949 als deren Geschäftsführer. Ruscheweyh kannte Hans Oster und dessen Sohn Achim Oster aus ihrer gemeinsamen Zeit bei der Abwehr. Oster war im Vorstand des Octogon Trusts. Seinen häufigen Aufenthalt in der Villa Octogon 1952 und 1953 begründete er später mit seiner Funktion als Leiter des Militärischen Abschirmdienstes (MAD). Ruscheweyh habe Oster im Keller der Villa Octogon die gesamten Wirtschaftsspionage-Akten der Canaris-Abwehr gezeigt. Die Erklärung hat mehr Glaubwürdigkeit als die von Reinhard Gehlen, er habe das Archivmaterial der Ostaufklärung mikroverfilmt und auf einer Almwiese vergraben.
Das Bundesinnenministerium unter Robert Lehr hatte mit Zustimmung des zuständigen Bundestagsausschusses und des Alliierten Sicherheitsamts über Ruscheweyh „Octogon“ bei Hispano-Suiza Genf 20-mm-Kanonen für den Seegrenzschutz eingekauft.
Friedrich Holzapfel war vom 21. September bis 30. September 1949 Fraktionsvorsitzender der CDU/CSU-Bundestagsfraktion. Am 20. Januar 1953 legte er sein Bundestagsmandat nieder und wurde Gesandter der Bundesrepublik Deutschland in der Schweiz in Bern. Holzapfel war 1953 auf den Generalbevollmächtigten der Hispano-Suiza, Conrado José Kraémer, und Rudolf Ruscheweyh aufmerksam geworden, nachdem Berner Bundesbehörden den Octogon-Händlern die Ausfuhr von 100 HS-Kanonen für Bonns Seegrenzschutz verboten hatten.
Holzapfel teilte seiner Dienststelle, dem Außenministerium, Walter Hallstein und Konrad Adenauers Kanzleramt, Hans Globke mit:
- „Ruscheweyh und somit auch der Octogon-Trust stehen in dem Ansehen der ausgesprochenen ‚Waffenschieber‘, wie mir wörtlich von einem maßgebenden Herrn der Bundesverwaltung gesagt worden ist“.
- „Eingeweihte Kreise des alten deutschen Militärs“ wüssten, dass der Octogon-Berater „Klein auf dem Gebiet der Bestechung ganz besondere Fähigkeiten entwickelt hat“.
- „Daß Bestechungsversuche gemacht werden, unterliegt auch nicht dem geringsten Zweifel.“

Holzapfel wurde nach Bonn zitiert. Zur Vorbereitung des Gespräches in seiner Dienststelle hatte der Personalchef Josef Löns eine „besondere Aufzeichnung für Herrn Staatssekretär“ Hallstein gefertigt.
Holzapfel sollte nahegelegt werden, „sofort ein Gesuch um Versetzung in den Wartestand“ einzureichen, denn dann könne er „keine Geschichten machen, da er nach wie vor zur Amtsverschwiegenheit verpflichtet ist“.
Hallstein, so berichtete später Holzapfel, habe ihm damals „in einer sehr scharfen Form“ erklärt, „ich solle mich aus der ganzen Sache heraushalten“ – andernfalls stehe ihm die „sofortige Einleitung eines Disziplinarverfahrens“ ins Haus. Holzapfel fand „keine Gelegenheit, zu den Waffengeschäften irgend etwas Sachliches vorzutragen“.
Als Spätfolge des Octogon-Trust kann unter anderem der Suizid des Schweizer Bundesanwalts René Dubois am 23. März 1957 gesehen werden. Dubois hatte engagiert in der Affäre Octogon-Trust ermittelt.
Die Villa Octogon in Schaan ist heute ein Erwachsenenbildungszentrum.

## Galerie: Die Villa Ruscheweyh bzw. das Haus Steinegerta im Jahr 2023

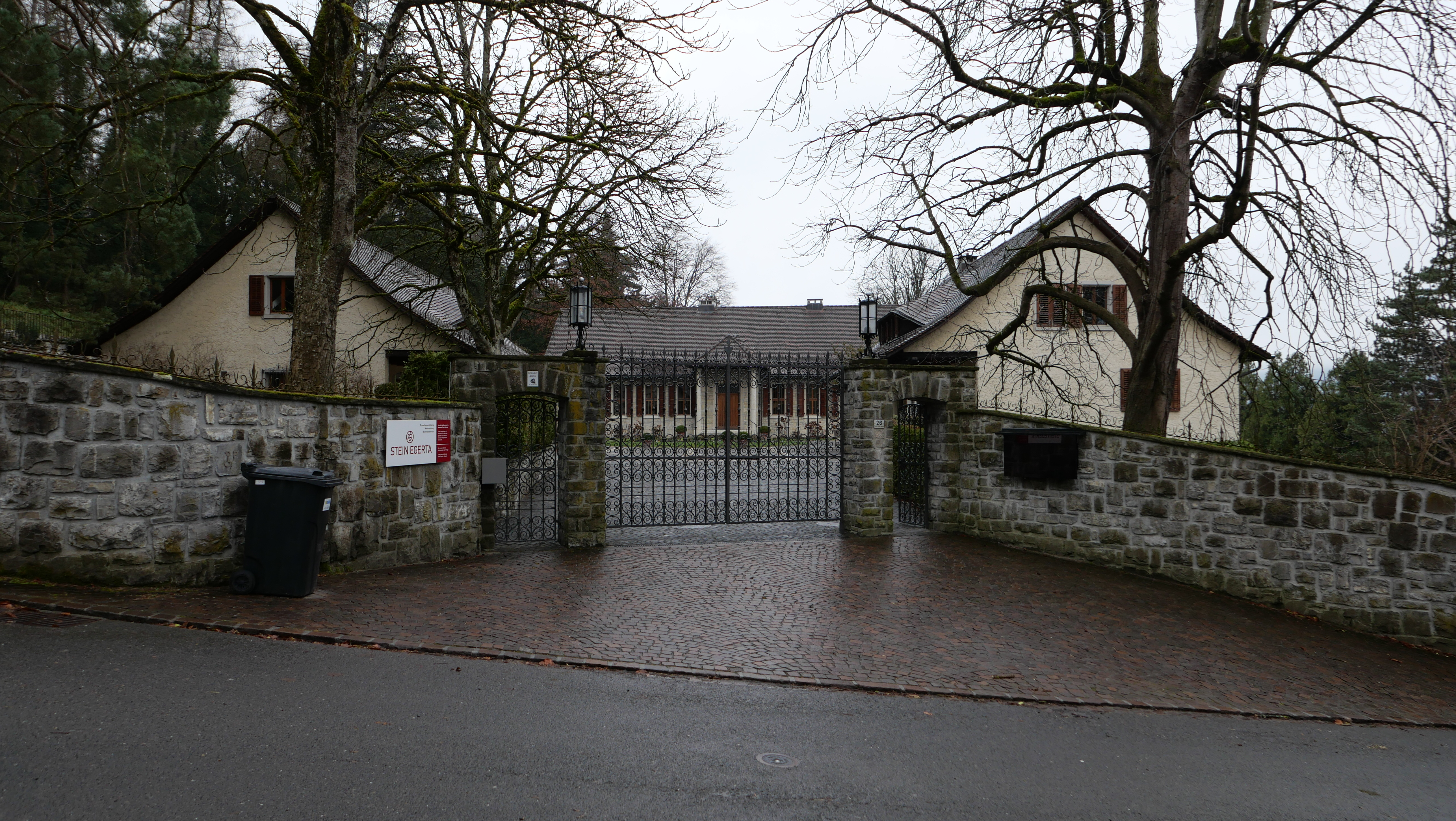
Das Tor zur heutigen Erwachsenenbildung Stein Egerta
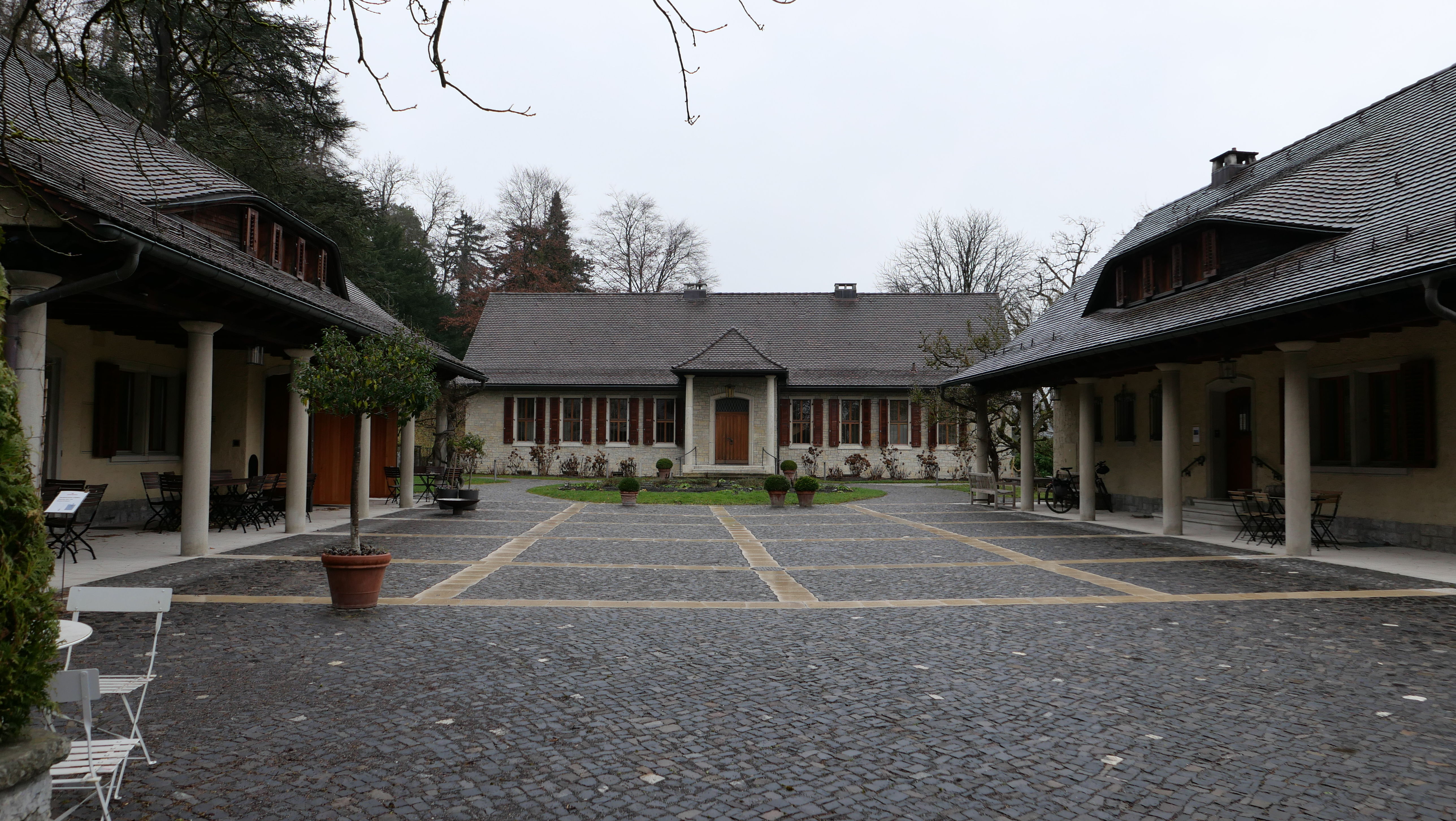
Der Vorhof mit dem ehemaligen Bedienstetengebäude (rechts) sowie den früheren Pferdeställen und Garagen (links).
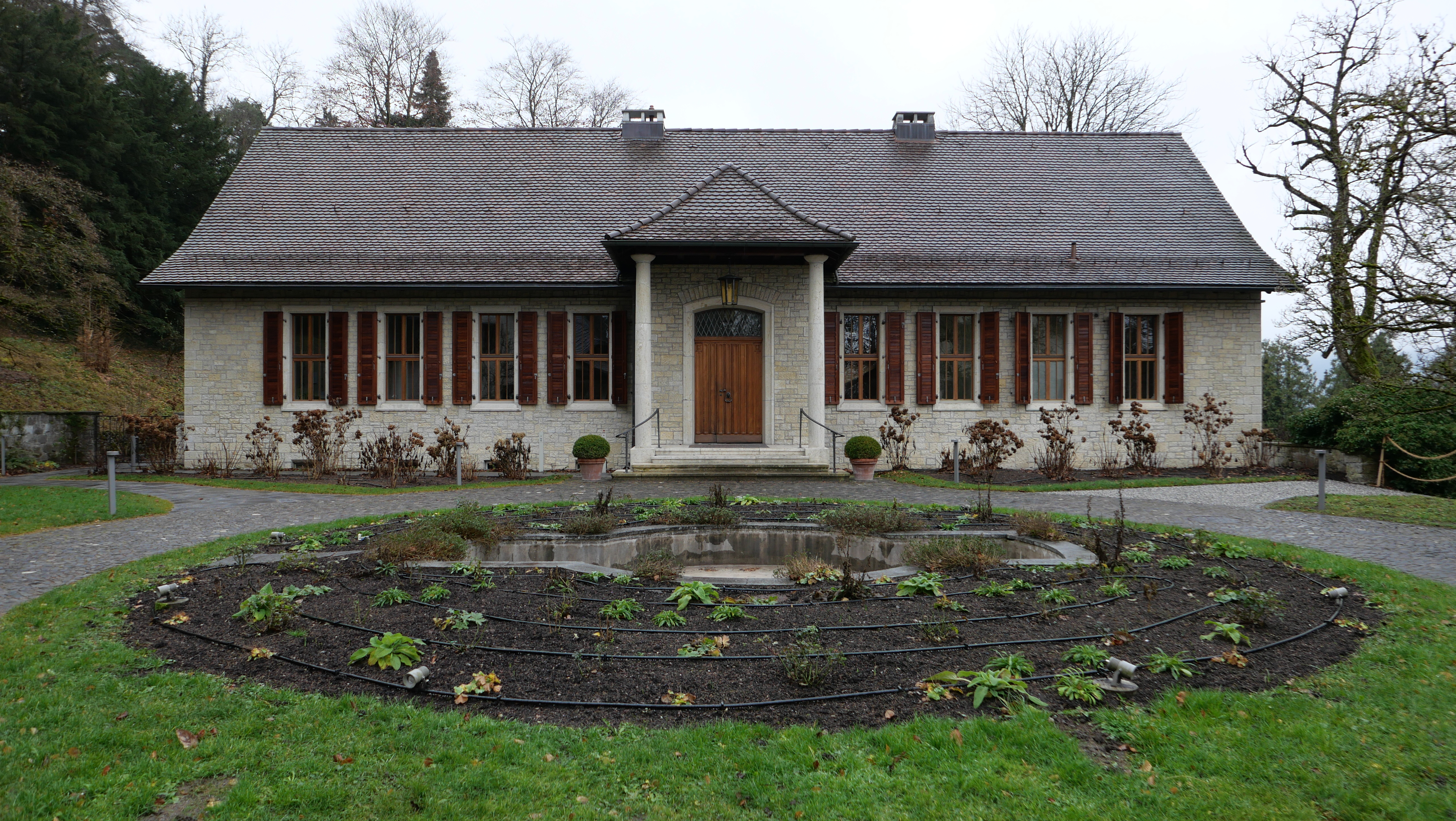
Der zentrale Brunnen vor dem quergestellten Hauptgebäude
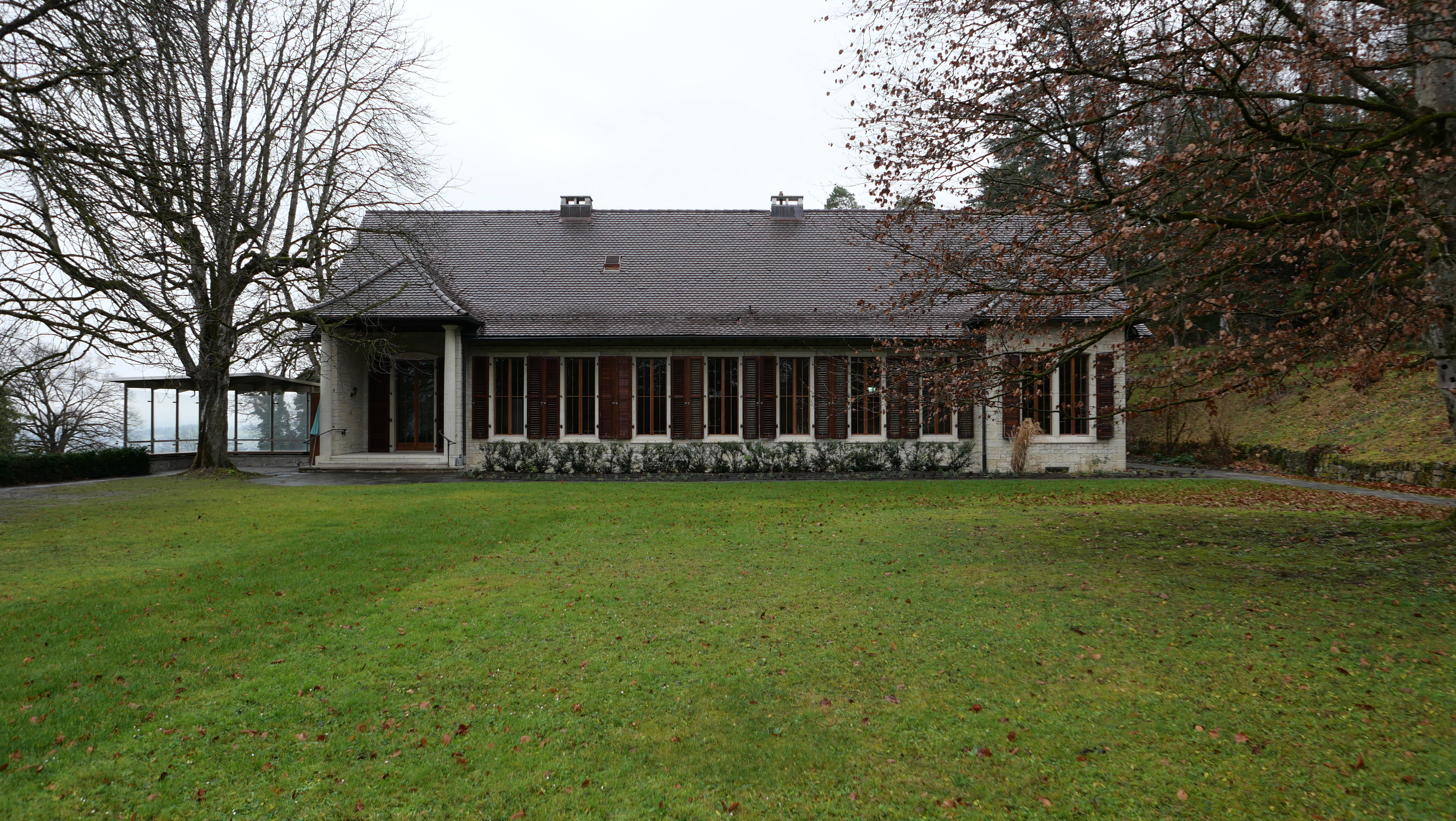
Das Hauptgebäude von der Seite des im Stile eines englischen Parks angelegten Gartens.
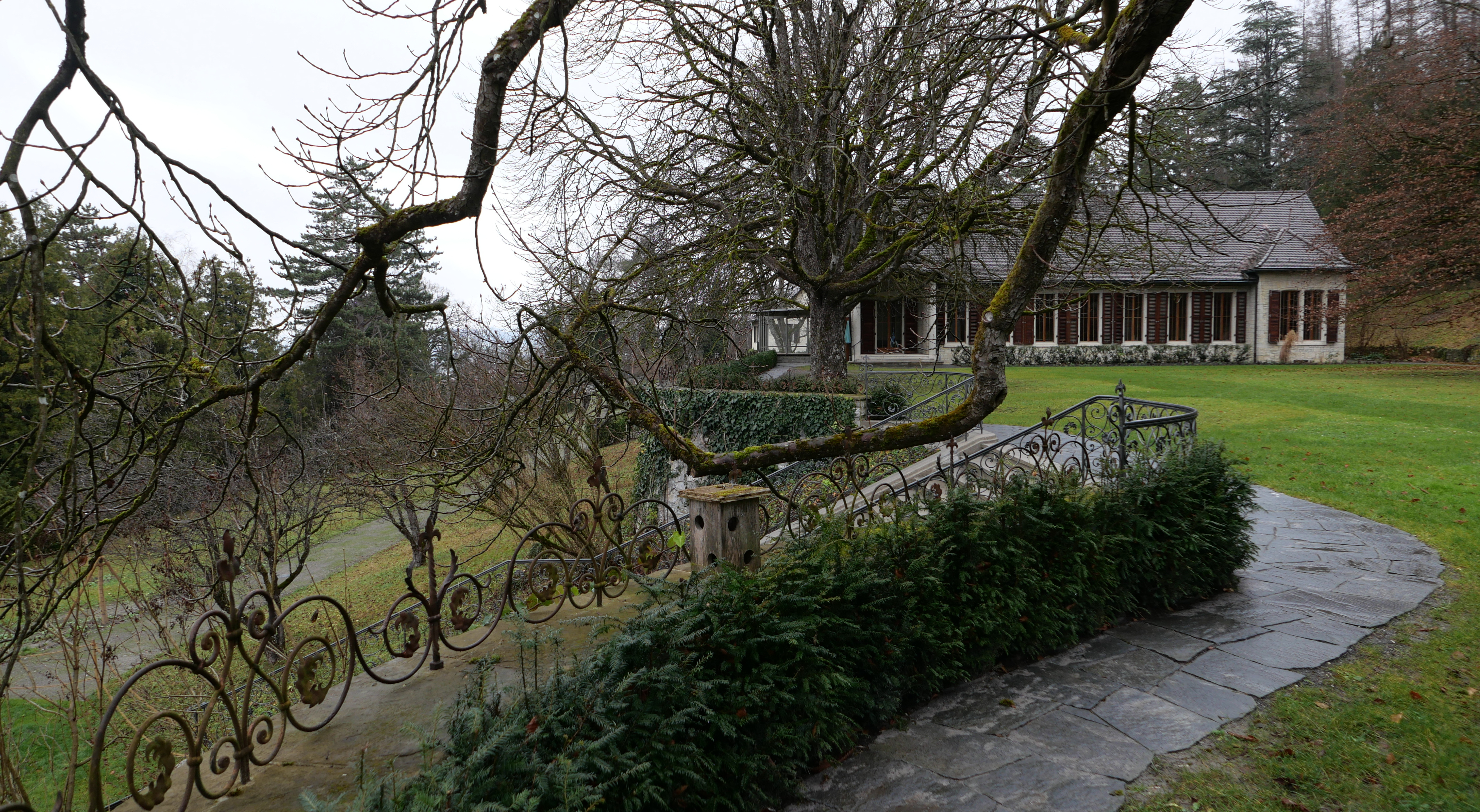
Die Treppe zum unteren Teil des Gartens.
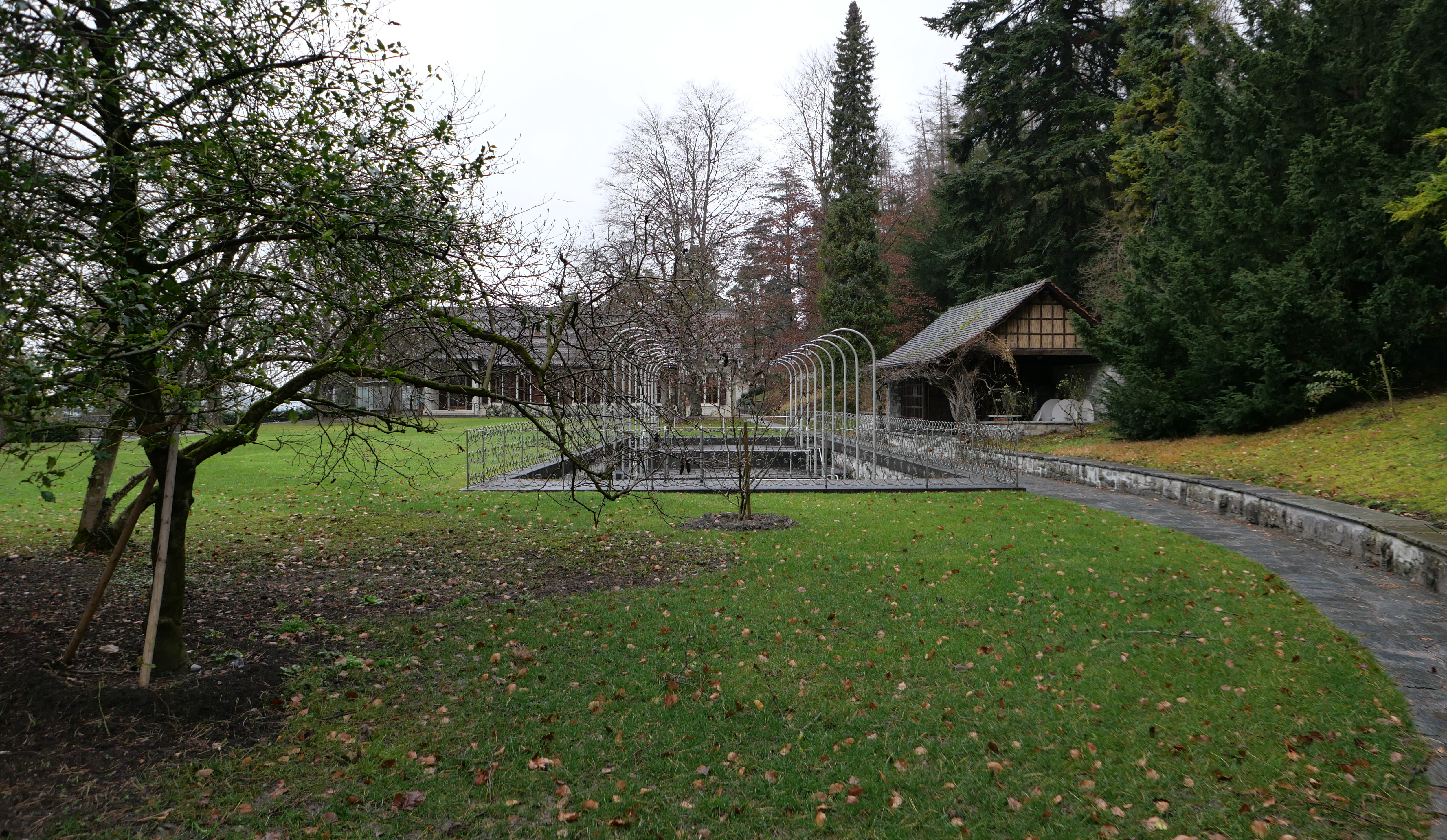
Das ehemalige Parkbad, das 2005 in eine Freilichtbühne umgebaut wurde.

## Dokumentationen
- Jean-Michel Meurice: Schwarze Kassen (auf YouTube), Dokumentarfilm, ARTE France, Maha und Anthracite (2008; 70’), Frankreich 2008.
- Jean-Michel Meurice: Schwarze Kassen der CDU/CSU – Dokumentation der Machtkonstruktion.